# افتالموسور
افتالموسور (نام علمی: Ophthalmosaurus) نام یک سرده از راسته ماهی‌خزنده‌سانان است.